# 安德烈·巴比什
安德烈·巴比什（捷克語：Andrej Babiš，捷克語發音：[ˈandrɛj ˈbabɪʃ]；1954年9月2日—）是捷克富豪和政治人物。他是捷克政黨「是的2011」的創建者和領導人。「是的2011」於2017年捷克立法选举贏得捷克众议院200席中的78席，成為最大黨。巴比什是前捷克斯洛伐克共产党成员，现捷克第二大富豪，擁有約40億美元資產。2021年11月，由於執政黨「是的2011」在2021年立法選舉敗選，時任总理巴比什宣布辭職並解散政府。

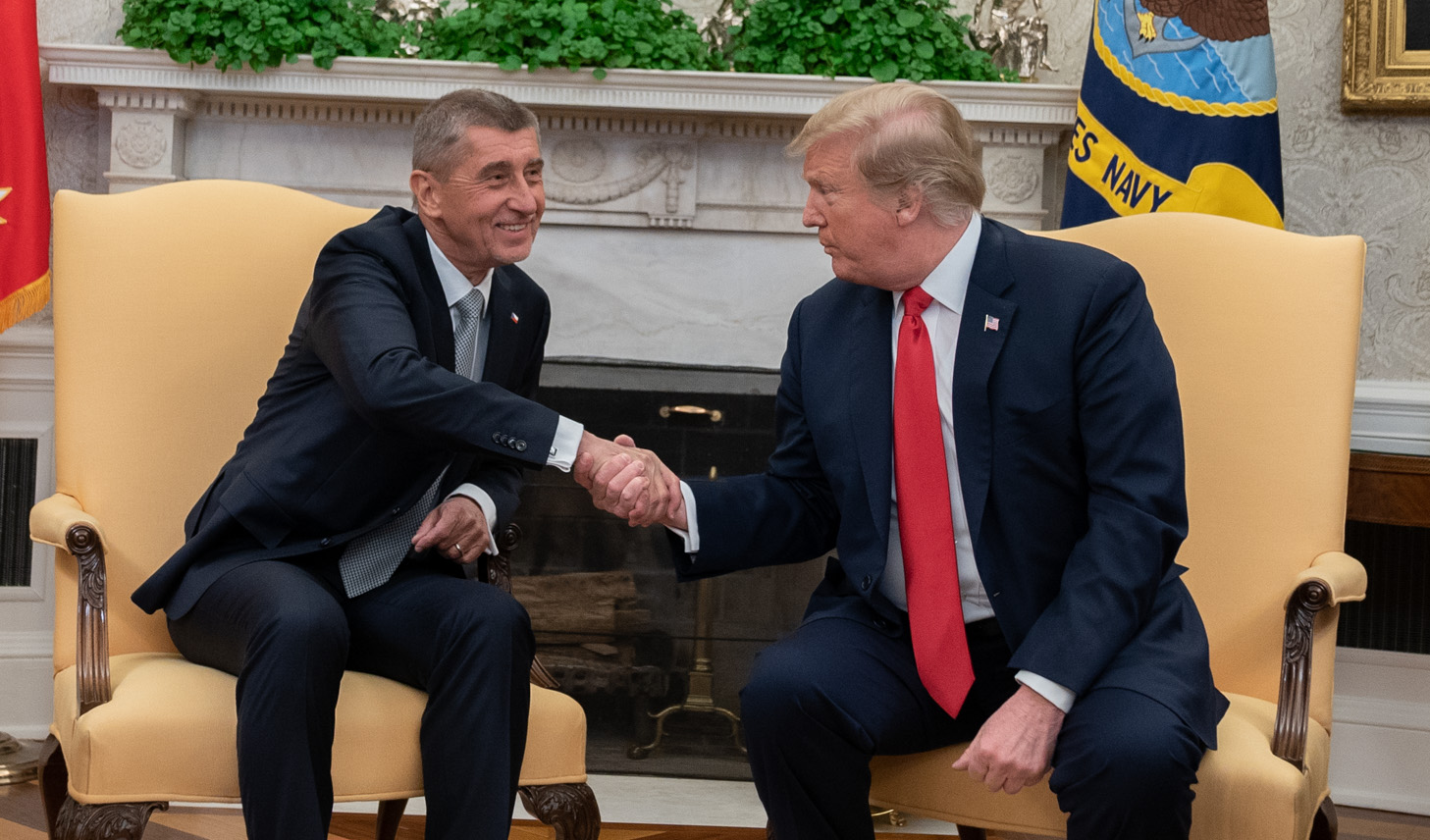
2019年3月7日巴比什在白宫与美国总统唐纳德·特朗普握手会面

## 家世
出生於布拉提斯拉瓦，現位於斯洛伐克境內，父親是斯洛伐克裔捷克斯洛伐克外交官，曾參加關貿總協定談判。

## 愛格富集團
巴比什創立了愛格富集團。

## 政治生涯
1980年代，巴比什成為捷克斯洛伐克共產黨的分支斯洛伐克共产党的成员。
2011年5月11日，他创建中右翼政治组织“不满公民行动”（是的2011的前身），他根據美國諮詢公司 PSB Insights 的建議在競選活動後接任該黨的主席。
巴比什宣佈角逐2023年捷克總統選舉，在第一輪選舉中以微弱的差距落後於彼得·帕維爾。隨後和帕維爾進入第二輪決選，最終在決選中被帕維爾擊敗。